# Wadicosa cognata
Wadicosa cognata – gatunek pająka z rodziny pogońcowatych.
Gatunek ten opisany został w 2015 roku przez Torbjörna Kronestedta.
Samce osiągają od 3,15 do 3,4 mm, a samice od 3,5 do 4 mm długości ciała. Karapaks szarawobrązowy, co najmniej nieco jaśniejszy z tyłu pola środkowego. U części osobników obecne przepaski boczne w formie nieco jaśniejszych plamek. Nadustek i szczękoczułki szarawobrązowe, ciemno owłosione. Sternum szarawożółte z ciemnymi włoskami. Odnóża szarawożółte z ciemniejszym obrączkowaniem. Opistosoma z wierzchu ciemnobrązowawoszara z nieco jaśniejszym, lancetowatym pasem, a od spodu szarawożółta do jasnoszarawej. Samca cechuje embulos zakrzywiający się ponad górnym odgałęzieniem apofizy tegularnej, mający znacznie węższy niż u W. fidelis czubek. Samicę cechuje epigyne ze znacznie szerszą niż dłuższą jamką, wgłębieniem środkowym obwarowanym wyniosłościami bocznymi i pomarszczoną przegrodą.
Pająk znany wyłącznie znad słonego jeziora Magadi w hrabstwie Kajiado w Kenii.